# Neoceratosperma
Neoceratosperma is een geslacht van schimmels dat behoort tot familie Mycosphaerellaceae. De typesoort is Neoceratosperma eucalypti.

## Soorten
Volgens Index Fungorum telt het geslacht zeven soorten (peildatum april 2024):
| Soortnaam                      | Auteur(s)                                                        | Publicatiejaar |
| ------------------------------ | ---------------------------------------------------------------- | -------------- |
| Neoceratosperma alsophilae     | R.W. Barreto & Crous                                             | 2016           |
| Neoceratosperma cyatheae       | Guatim., R.W. Barreto & Crous                                    | 2016           |
| Neoceratosperma eucalypti      | Crous & Cheew.                                                   | 2014           |
| Neoceratosperma goldingiae     | Y.P. Tan, Bishop-Hurley & R.G. Shivas                            | 2023           |
| Neoceratosperma haldinae       | U. Braun, C. Nakash., Videira & Crous                            | 2017           |
| Neoceratosperma legnephoricola | U. Braun, C. Nakash., Videira & Crous                            | 2017           |
| Neoceratosperma yunnanense     | (P.A. Barber, Dell & T.I. Burgess) Guatim., R.W. Barreto & Crous | 2016           |